# Maturéia
Maturéia este un oraș în Paraíba (PB), Brazilia.